# 全国老人保健施設協会
全国老人保健施設協会（ぜんこくろうじんほけんしせつきょうかい）は、介護を必要としている高齢者の自立支援や健康づくりの支援をする介護老人保健施設に関連する公益社団法人である。
高齢者等が自立して生活できるよう、地域社会の健全な発展を図るとともに、サービスの質の向上確保に係る調査研究等を行い、高齢者等の保健医療の向上及び福祉の増進に寄与すること〔ママ〕を目的として、1989年（平成元年）に社団法人として設立された。